# George Calnan
George Charles Calnan (18 de janeiro de 1900 – 4 de abril de 1993) foi um esgrimista norte-americano, que participou dos Jogos Olímpicos de Verão de 1920, de 1924, 1928 e de 1932, sob a bandeira dos Estados Unidos. Competindo em quatro Jogos Olímpicos de Verão, ele ganhou três medalhas de bronze (Espada individual: 1928, Espada da equipe: 1932, Espada da equipe: 1932).

## Vida
Nascido em Boston, Massachusetts, Calnan não começou a esgrima até ser estudante na Academia Naval dos Estados Unidos em Annapolis, Maryland . Quando estava mais velho, ele era capitão da equipe de esgrima da Marinha. Dois anos depois, Calnan competiu pelos EUA nos Jogos Olímpicos de Verão de 1924 em Paris, onde terminou empatado em quinto lugar na competição de espada por equipe. Calnan fez o juramento olímpico nos Jogos Olímpicos de Verão de 1932 em Los Angeles.
Calnan estava entre as 73 vítimas fatais do acidente do USS Akron em 1933. Ele tinha patente de tenente na época do acidente.

Ele foi nomeado postumamente no US Fencing Hall of Fame em 1963, entre os primeiros induzidos.